# Diplothele walshi
Diplothele walshi är en spindelart som beskrevs av O. Pickard-Cambridge 1890. Diplothele walshi ingår i släktet Diplothele och familjen Barychelidae. Inga underarter finns listade i Catalogue of Life.